# غاو ياي
غاو ياي (بالصينية: 郭毅) (29 يناير 1993 بليوشو في الصين - ) هو لاعب كرة قدم صيني في مركز الوسط. لعب مع نادي بوافيشتا ونادي تونديلا ونادي تيانجين تيدا ونادي ليتشويس ونادي ماريتيمو ونادي غوندومار وC.S. Marítimo B ‏.

## روابط خارجية
- غاو ياي على موقع قاعدة بيانات كرة القدم.إي يو (الإنجليزية)
- غاو ياي على موقع Soccerway.com (الإنجليزية)